# Louise-Hippolyte

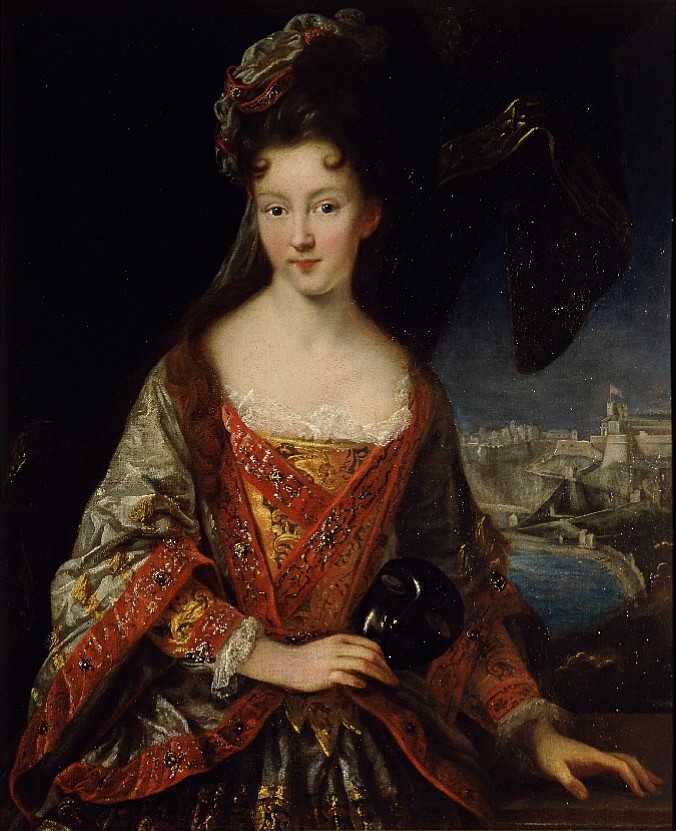
Fürstin Louise-Hippolyte von Monaco

Louise-Hippolyte von Monaco (* 10. November 1697 in Monaco; † 29. Dezember 1731 ebenda) aus der Familie der Grimaldi war vom 20. Februar 1731 bis zu ihrem Tod im selben Jahr Fürstin von Monaco.

## Leben
Louise-Hippolyte war die älteste überlebende Tochter von Antoine I. von Monaco (1661–1731) und der Maria von Lothringen (1642–1724). Am 20. Oktober 1715 wurde sie mit dem normannischen Lehnsherrn Jacques-Francois Léonor de Goyon, Sire de Matignon, Graf von Torigni verheiratet. Die Heirat wurde mit der Unterschrift des erst fünfjährigen Ludwig XV. von Frankreich besiegelt, es war seine erste Amtshandlung als König. Gemäß der monegassischen Thronfolgeregelung musste Jacques den Namen und Wappen der Grimaldi übernehmen. Im selben Jahr erhielt Louise-Hippolyte von ihrem Vater das Herzogtum Valentinois.
Zum Zeitpunkt des Todes ihres Vaters am 20. Februar 1731 hatte Louise-Hippolyte bereits acht Kinder und lebte in Paris. Am 4. April 1731 reiste sie nach Monaco, wo sie ihr Erbe antrat und mit Jubel empfangen wurde. Ihr Ehemann Jacques, der ihr nachfolgte, wurde merklich kühler empfangen und musste feststellen, dass seine Frau die Herrschaft bereits übernommen hatte. Allerdings starb Louise-Hippolyte bereits am 29. Dezember desselben Jahres an den Pocken, die in Monaco grassierten. In ihrer kurzen Regierungszeit konnte sie immerhin einige Reformen durchsetzen, darunter das Verbot, Waffen zu tragen.
Aus der Ehe mit Jacques stammte ihr offizieller Nachfolger Honoré III. von Monaco. Zunächst übernahm aber ihr Ehemann als Jacques I. die Herrschaft über den Staat. Allerdings stieß er in Monaco auf extreme Ablehnung, so dass er im Mai 1732 abtrat und das Land verließ. Das Amt des Vormundes übernahm der uneheliche Sohn seines Schwiegervaters Antoine, Antoine Grimaldi.

## Kinder
1. Antoine Charles Marie Grimaldi (1717–1718), Markgraf von Baux und Graf von Matignon.
2. Charlotte Thérèse Nathalie Grimaldi (Nonne), Mademoiselle de Monaco (1719–1790)
3. Honoré Grimaldi (1720–1795), Fürst von Monaco.
4. Charles Marie Auguste Grimaldi (1722–1749), Graf von Carladés und von Matignon.
5. Jacques Grimaldi (1723)
6. Louise Françoise Grimaldi (1724–1729), Mademoiselle des Baux.
7. François Charles Grimaldi (1726–1743), Graf von Thorigny.
8. Charles Maurice Grimaldi (14. Mai 1727 – 18. Januar 1798), Graf von Valentinois; mit 1749 Marie Christine de Rouvroy.
9. Marie Françoise Thérése Grimaldi (1728–1743), Mademoiselle d'Estouteville.